# Carlos Gardel
Carlos Gardel, nato Charles Romuald Gardès (Tolosa, 11 dicembre 1890 – Medellín, 24 giugno 1935), è stato un cantante, attore e compositore francese naturalizzato argentino, personaggio di spicco nella storia della musica e del tango.

## Biografia

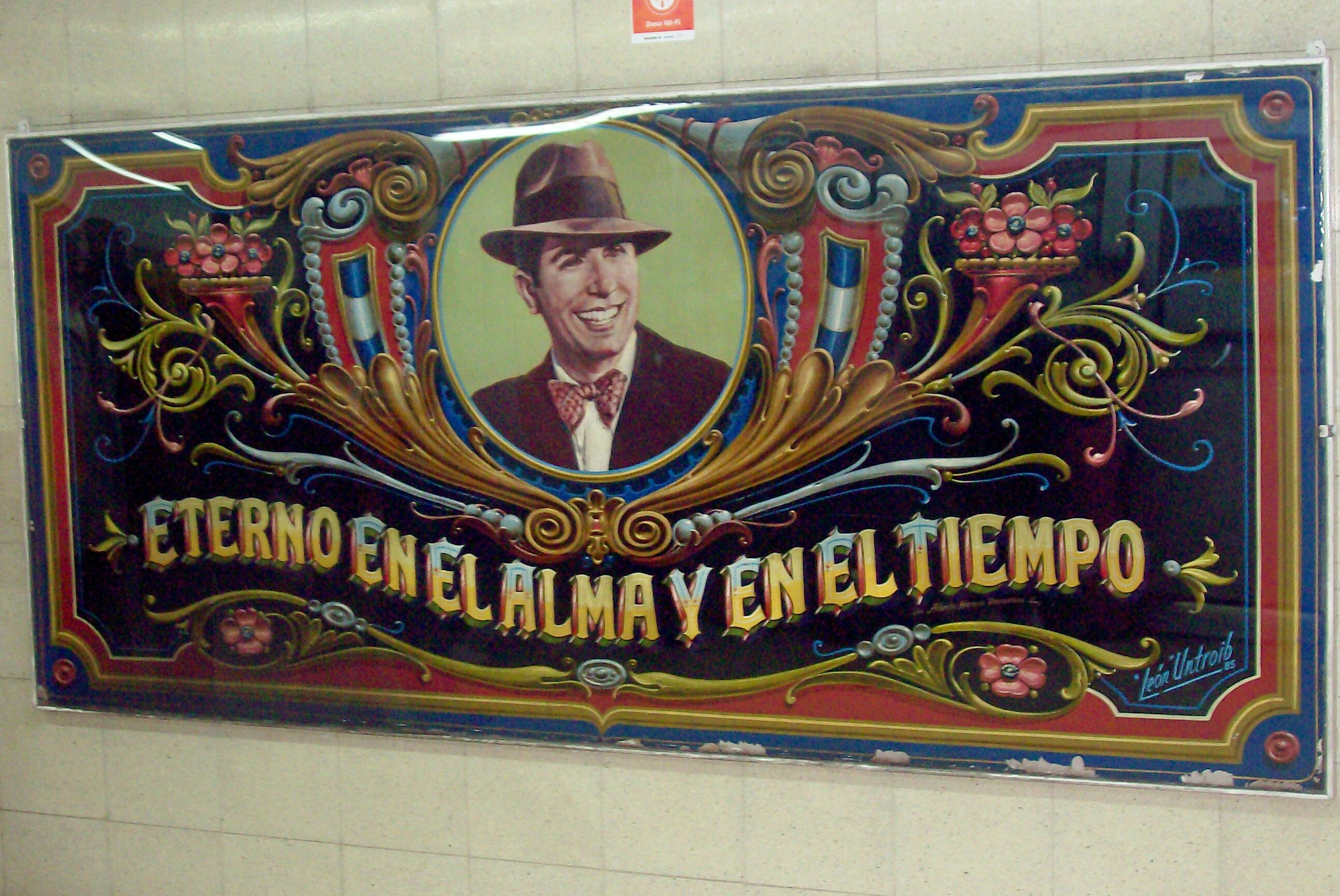
Ritratto di Carlos Gardel nella stazione della metropolitana di Buenos Aires a lui intitolata

Nato nel 1887 a Tolosa, Francia, secondo altre fonti a Tacuarembó. Tale controversia sarebbe insorta a causa di un documento falso che Gardel presentò allo scoppio della prima guerra mondiale, per evitare di andare al fronte, in cui stabiliva il suo luogo di nascita a Tacuarembó, in Uruguay. Figlio di relazione adulterina tra Paul Lasserre e Berthe Gardes, Carlos (o Charles Romuald) giunse in Argentina all'età di due anni, dopo che la madre dovette lasciare il suo paese diretta a Buenos Aires.
Gardel trascorre la sua gioventù a Buenos Aires nei pressi del mercato del quartiere di Abasto (fu lì che gli venne dato il soprannome di "El morocho del Abasto", "il brunetto di Abasto"), "El Francesito" (Il Francese). Si univa di buon grado alle pandillas locali, le bande giovanili di strada (e per piccoli fatti venne anche fermato dalla polizia), dalle quali acquisì il caratteristico accento porteño del gergo "lunfardo".
Il giovane Carlos abbandona gli studi nel 1906, perché ha una bella voce di baritono e la sua passione è il canto; frequenta le quinte dei teatri, lavora anche come macchinista teatrale, forse conosce l'importante cantante e musicista Arturo de Nava che gli avrebbe insegnato le tecniche del canto e della chitarra. Nel 1911 col cantante José Razzano, forma un duo che diviene un trio nel 1912 con il chitarrista Francisco Martino; partecipano a spettacoli canori e Gardel incide per la Casa Taggini i suoi primi dischi di canzoni popolari argentine, estilos, zambas, cifras, tonadas, milongas, chacareras.
Nel 1913 con l'apporto del cantante Saúl Salinas il trio diviene un quartetto che si esibisce anche nella provincia di Buenos Aires, ma presto Salinas lascia il gruppo che prende così il nome di Terceto Nacional: con la separazione del Martino, alla fine del 1913, il Duo Nacional Gardel-Razzano si esibisce nel prestigioso cabaret Armenonville di Buenos Aires, da cui, si dice, alla fine dello spettacolo vengano portati in trionfo per le strade. L'8 gennaio 1914 Gardel e Razzano debuttano al Teatro Nacional di Buenos Aires e via via nei diversi teatri della capitale e delle maggiori città argentine. Nel 1915 debuttano al Teatro Royal di Montevideo e vanno in tournée in Brasile durante la quale conoscono il famoso tenore italiano Enrico Caruso. In una rissa, alla fine del 1915, Gardel viene raggiunto da un proiettile vagante che gli rimarrà nel polmone sinistro per tutta la vita. Ristabilitosi, nel 1916 si esibisce con Razzano a Mar del Plata.
Nel 1917, per la prima volta, mette in repertorio un tango, cantando al Teatro Empire di Buenos Aires, Mi noche triste, di Samuel Castriota e Pascual Contursi, versificato in lunfardo, il gergo dei bassifondi di Buenos Aires; da allora inciderà più di 900 tanghi. Il 9 aprile incide dischi per la Casa Glucksmann ed è protagonista del film Flor de durazno (Fiore di pesca): è il primo film del cinema argentino. Gardel pesa allora 120 chili: occorreranno mesi di palestra e molta buona volontà per mantenere il suo peso forma di 75 chili per i suoi 171 centimetri di altezza. Al contempo conobbe Isabel del Valle, una quattordicenne che diviene la sua fidanzata ufficiale, ma che non sposerà mai. Dal 1921 si uniscono al duo i chitarristi José Ricardo e Guillermo Barbieri; nel 1923 il duo, con la Compagnia Rivera - De Rosas, esibisce il suo repertorio di tanghi in Argentina e passa in Europa, in Spagna, debuttando nel Teatro Apolo di Madrid.
Nel 1924 a Buenos Aires canta per la Radio LOW Gran Splendid, incide con l'orchestra di Francisco Canaro e l'anno dopo con quella di Osvaldo Fresedo. Separatosi da Razzano, che ha problemi alla gola ma continua ad amministrare i beni di Gardel, il 5 novembre 1925 è al Teatro Goya di Barcellona, dove incide dischi col moderno sistema elettrico. È ancora in tournée in Spagna nel 1927. Tornato a Buenos Aires nel 1928, si unisce al chitarrista José María Aguilar, col quale si esibisce al teatro Fémina di Parigi il 30 settembre 1928, insieme con Joséphine Baker, e al cabaret Florida in ottobre. Nel gennaio 1929 è brevemente in Italia e il 5 febbraio torna in Francia, dove canta all'Opera di Parigi e nella Costa Azzurra, passando poi a Barcellona e a Madrid.
Verso la metà del 1929 ritorna a Buenos Aires dove gira i suoi primi film sonori. Nel 1930 è ancora in Francia, a Nizza e a Parigi, dove si ferma molti mesi, girando a Joinville il film Luces de Buenos Aires. Dal 1931 al 1932 Gardel si esibisce in Costa Azzurra, in Italia, a Londra, Parigi, Vienna, Berlino e Barcellona e gira i film Esperame (Aspettami), La cosa es seria e Melodía de Arrabal, in cui si ascoltano noti tanghi come Melodía de Arrabal, Silencio e Me da pena confesarlo. Nel 1933 si esibisce in Argentina, in novembre è ancora in Europa, da dove parte per gli Stati Uniti, dove a dicembre è protagonista di trasmissioni radiofoniche e dei film Cuesta abajo, Mi Buenos Aires querido, Tango en Broadway e Cazadores de estrellas con Bing Crosby; ai primi del 1935 è protagonista dei film El día que me quieras e Tango Bar.

### La tragica morte
In aprile inizia una nuova tournée per Porto Rico, il Venezuela e la Colombia: qui, il 24 giugno 1935, all'aeroporto di Medellín, il suo aereo, mentre si prepara a decollare, si scontra con un altro aereo fermo sulla pista, con i motori accesi. Carlos Gardel morì carbonizzato e insieme a lui persero la vita i suoi chitarristi Guillermo Barbieri e Angel Domingo Riverol e il paroliere Alfredo Le Pera. Otto mesi dopo la salma viene rimpatriata a Buenos Aires. Il suo mausoleo nel cimitero della Chacarita di Buenos Aires è invaso di ex voto e quotidianamente gli altoparlanti diffondono la sua voce. Un rito paesano vuole che la sigaretta della statua sulla tomba sia sempre accesa.
In uno spazio comune dell'aeroporto Olaya Herrera di Medellin, luogo della tragedia, vi è un monumento in omaggio dell'artista e varie targhe commemorative.
Fu membro della Massoneria.
Una delle più belle sale da ballo di Parigi, il Bal à Jo, (rue de Lappe), fu decorata in modo kitsch e dedicata alla sua memoria nel 1936. Questa sala, che ha tuttora conservato la sua decorazione originale, è sempre frequentata e vi si danza in particolare il tango argentino alternato alla salsa. Nel 2003 l'UNESCO ha dichiarato la voce di Carlos Gardel Patrimonio Culturale dell'Umanità.

## Alcuni suoi tanghi
- Flor de fango (1917)
- Caferata (1926)
- Ventanita de arrabal (1927)
- Compadrón (1927)
- Desdén (1930)
- Tomo y obligo (1931)
- Lejana tierra mía (1932)
- Silencio (1932)
- Amores de estudiante (1933)
- Golondrina (1933)
- Melodía de arrabal (1933)
- Guitarra guitarra mía (1933)
- Cuesta abajo (1934)
- Mi Buenos Aires querido (1934)
- Soledad (1934)
- Volver (1934)
- Por una cabeza (1935)
- Sus ojos se cerraron (1935)
- Volvió una noche (1935)
- El día que me quieras (1935)

## Filmografia

### Attore
- L'albero stregato, (1917)
- Añoranzas, cortometraggio (1930)
- Canchero (1930)
- El carretero, cortometraggio (1930)
- Enfundá la mandolina, cortometraggio (1930)
- Mano a mano, cortometraggio (1930)
- Padrino Pelado, cortometraggio (1930)
- Tengo miedo (1930)
- Viejo smoking, cortometraggio (1930)
- Yira, yira, cortometraggio (1930)
- ¡Leguisamo solo!, cortometraggio (1930)
- El quinielero, cortometraggio (1930)
- Las luces de Buenos Aires (1931)
- La casa es seria (1933)
- Melodía de arrabal (1933)
- Esperáme (1933)
- El tango en Broadway (1934)
- Cuesta abajo (1934)
- The Big Broadcast of 1936 (1935)
- El día que me quieras (1935)
- Tango Bar (1935)
- Asi Cantaba Carlos Gardel (1935)

Tango, del 1933, fu il primo lungometraggio che utilizzò la colonna sonora ottica.
Vagamente dedicato a Gardel è inoltre Tangos - L'esilio di Gardel (El exilio de Gardel), film drammatico del 1985 di Fernando Solanas